# Rockcliffe Park
Rockcliffe Park är en stadsdel i Kanadas huvudstad Ottawa, i provinsen Ontario. Rockcliffe Park ligger 72 meter över havet och antalet invånare är 2 021.